# A Study in Scarlet (film, 1914, Ford)
Pour les articles homonymes, voir A Study in Scarlet.
Pour plus de détails, voir Fiche technique et Distribution.
A Study in Scarlet est un court-métrage américain réalisé et interprété par Francis Ford, sorti en 1914.
Francis Ford y est Sherlock Holmes, tandis que son jeune frère John Ford (futur réalisateur renommé et débutant inconnu à l'époque) interprète le rôle du docteur Watson.

## Synopsis

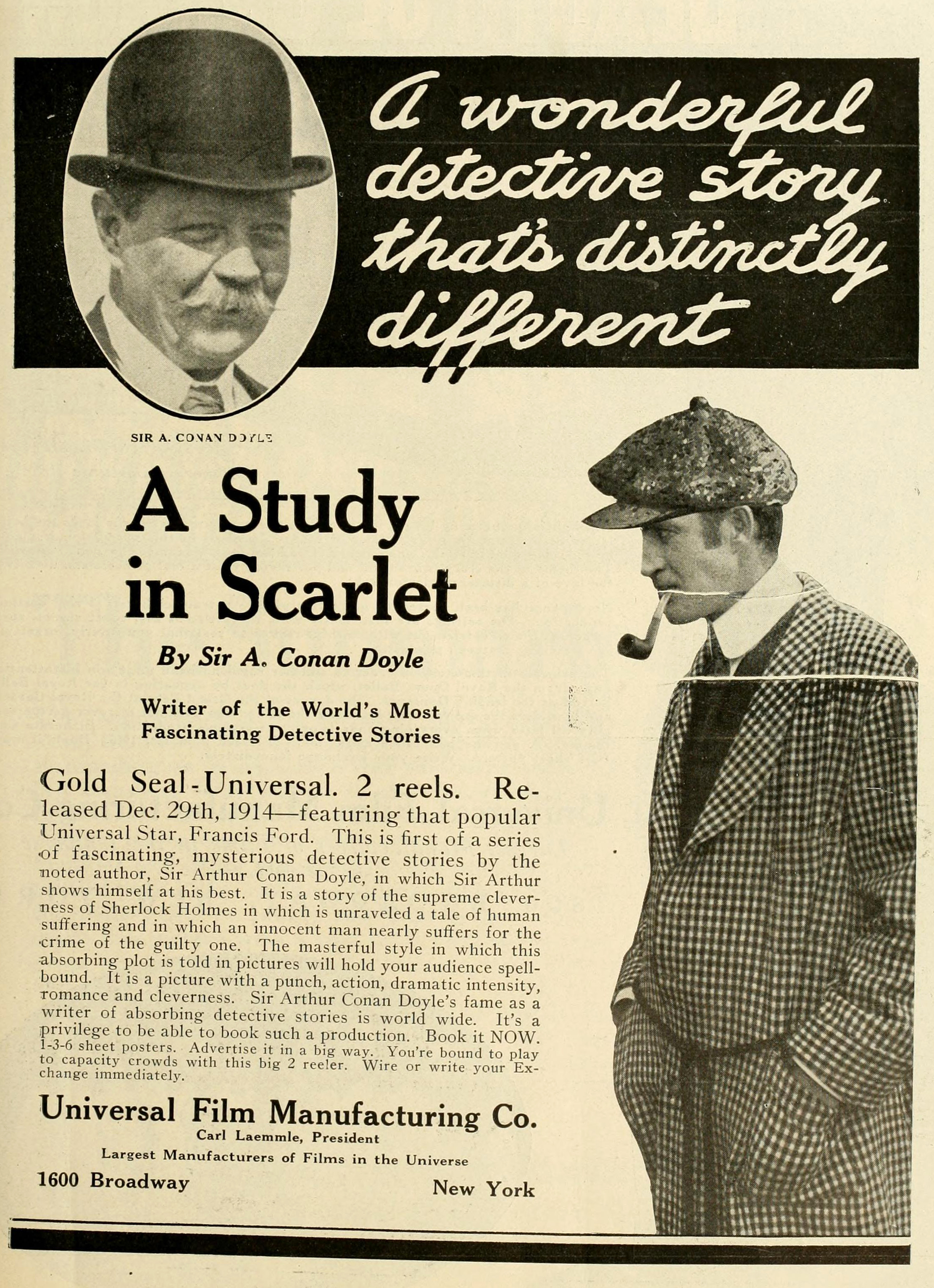
Publicité d'époque

## Fiche technique
- Titre original : A Study in Scarlet
- Réalisation : Francis Ford
- Scénario : Grace Cunard, d'après la nouvelle éponyme d'Arthur Conan Doyle
- Société de production et de distribution : Universal Film Manufacturing Company
- Pays d'origine : États-Unis
- Langue : anglais (intertitres)
- Format : Noir et blanc - 35 mm - 1,33:1 - Film muet
- Genre : policier
- Durée : 20 minutes
- Date de sortie : 29 décembre 1914

## Distribution
- Francis Ford : Sherlock Holmes
- Grace Cunard
- John Ford (crédité Jack Ford) : docteur John Watson ( à confirmer)
- Harry Schumm
- Jack Francis

## Autour du film
- Il existe un film britannique portant le même titre (A Study in Scarlet), réalisé la même année (1914) par George Pearson, avec James Bragington dans le rôle de Sherlock Holmes.
- Grace Cunard était à l'époque la compagne, la partenaire et la scénariste de Francis Ford[2].
- Ce film est considéré comme perdu.